# Monarch (1853)
Monarch – amerykański okręt rzeczny – taranowiec z okresu wojny secesyjnej, przebudowany ze statku cywilnego, używany przez wojska Unii podczas kampanii na Missisipi.

## Budowa
Statek „Monarch” (Monarcha) został zbudowany w 1853 w Fulton w stanie Ohio. Był bocznokołowym drewnianym pchaczem o napędzie parowym, konstrukcji typowej dla amerykańskich statków rzecznych połowy XIX wieku. Służył początkowo jako statek cywilny na Missisipi i jej dopływach.
Po wybuchu wojny domowej w USA, „Monarch” został w kwietniu 1862 zakupiony w Pittsburghu przez Departament Wojny USA (Unii) i przebudowany w New Albany na taranowiec według projektu pułkownika Charlesa Elleta, pomysłodawcy i pierwszego dowódcy flotylli taranowców. Przebudowa polegała przede wszystkim na wzmocnieniu konstrukcji dziobu za pomocą grubych drewnianych belek i żelaza, pełniącego teraz rolę taranu. Kotły parowe i maszyny parowe zostały osłonięte grubą warstwą drewna w celu ochrony przed ostrzałem, a także wzmocniono ich mocowania dla ochrony przed wstrząsami przy taranowaniu. Koniecznej adaptacji uległy też nadbudówki, osłonięte z zewnątrz deskami dla pewnego zabezpieczenia przed pociskami broni strzeleckiej, tworząc lekko chronioną kazamatę o pionowych ścianach. Na dachu nadbudówki znajdowała się również lekko chroniona sterówka. Dodatkową osłonę przed ostrzałem stanowiły bele sprasowanej bawełny na pokładzie z przodu nadbudówki (przez to, był zaliczany do okrętów typu cottonclad). Początkowo „Monarch” nosił literę identyfikacyjną M, zawieszoną pomiędzy parą kominów. 
Początkowo taranowiec „Monarch” nie przenosił stałego uzbrojenia; brak jest informacji, czy później został wyposażony w działa.

## Służba
Podobnie jak inne taranowce flotylli Elleta, „Monarch” formalnie nie wchodził w skład Marynarki Wojennej USA, lecz Zachodniej Flotylli Kanonierek (Western Gunboat Flotilla) należącej do Armii USA. Dowodził nim kapitan R. W. Sanford. Okręt wziął następnie aktywny udział w kampanii na Missisipi. Mimo przejścia Zachodniej Flotylli Kanonierek pod kontrolę Marynarki Wojennej w październiku 1862, flotylla taranowców w dalszym ciągu pozostawała pod administracją Armii.

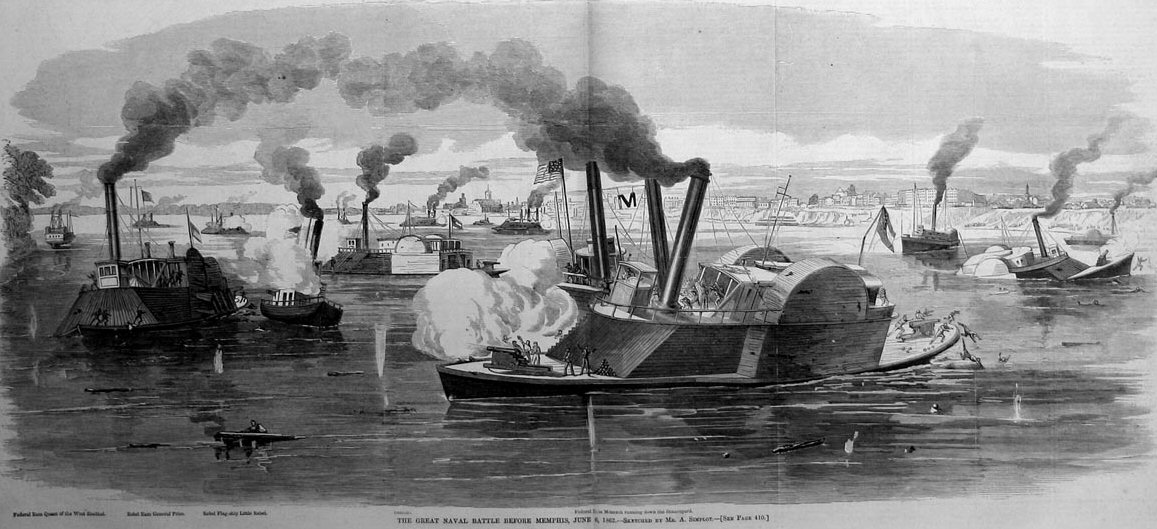
Wizja artystyczna bitwy pod Memphis - na pierwszym planie „Monarch” taranuje CSS „General Beauregard”

Pierwszą akcją taranowców Unii była bitwa na Missisipi pod Memphis 6 czerwca 1862. Oprócz 5 kanonierek pancernych, wzięły w niej aktywny udział dwa taranowce „Monarch” i „Queen of the West”. „Monarch” podczas niej staranował konfederackie taranowce CSS „Colonel Lovell” (uszkodzony już przez „Queen of the West”) i CSS „General Beauregard”, które na skutek tego zatonęły. 26 czerwca wraz z taranowcem „Lancaster” ścigał konfederacki taranowiec CSS „General Earl Van Dorn”, który został w następstwie spalony przez załogę na rzece Yazoo, nie mogąc się wycofać.
W lipcu „Monarch” patrolował pod ufortyfikowanym przez konfederatów Vicksburgiem. Od 16 sierpnia 1862 z 6 innymi okrętami wziął udział w ekspedycji z Heleny, mającej na celu wysadzenie desantów wojska w ważniejszych punktach wzdłuż Missisipi do ujścia Yazoo pod Vicksburgiem, po czym patrolował u ujścia Yazoo. Pod koniec roku uczestniczył w oczyszczaniu ujścia Yazoo z min.
W styczniu 1863 „Monarch” brał udział w ekspedycji przeciw Fortowi Hindman, zakończonej jego zdobyciem 11 stycznia. W lutym działał na Yazoo w rejonie Greeneville, a w kwietniu wspierał działania wojsk w Tennessee. Po upadku Vicksburga w lipcu 1863 i zakończeniu konfederackiej żeglugi na Missisipi taranowce stały się zbędne i w 1864 „Monarch” został wycofany do rezerwy, a w lipcu 1865 został wysłany do Mound City celem rozbrojenia. 
Według części publikacji, „Monarch” został zatopiony przez kry lodowe w grudniu 1864.